# Vũ Giao Hoan
Vũ Giao Hoan (1923-1950) là anh hùng Lực lượng vũ trang nhân dân của Việt Nam trong thời kỳ kháng chiến chống thực dân Pháp. Ông được truy tặng danh hiệu này vào năm 2010.

## Tiểu sử
Vũ Giao Hoan quê ở xã Hải Thanh, huyện Hải Hậu, tỉnh Nam Định. Trong thời kỳ kháng chiến chống Pháp, ông là tổ trưởng Tổ Vũ trang tuyên truyền huyện. Khi bị địch bắt và tra tấn rất dã man nhưng vẫn không khai thác được gì ở ông, cuối cùng địch dùng mã tấu chặt đầu ông và bêu tại chợ Cầu Đôi.

## Vinh danh
Tên ông cho một con phố thuộc Khu đô thị Hòa Vượng, có chiều dài 74 mét, rộng 7 mét, có địa giới từ đường Phạm Văn Nghị đến đường F4.